# Institutul Român – Biblioteca Română din Freiburg
Institutul Român – Biblioteca Română din Freiburg (în germană Rumänische Bibliothek) este o instituție culturală independentă a exilului românesc postbelic, cu valoare de patrimoniu cultural. Fondul bibliotecii este format din numeroase documente privind manifestările culturale ale românilor din Diaspora, o bogată arhivă formată din cărți vechi românești (psaltiri, ceasloave), publicații românești din străinătate (o colecție aproape completă a tuturor periodicelor românești din exil), opere literare, filosofice, istorice publicate în exil. Instituția este simbol al activității culturale realizate în exil de scriitori și artiși români, victime ale regimului comunist din România.

## Istoric
Biblioteca Română din Freiburg a fost înființată la data de 1 mai 1949, din inițiativa unui grup de 15 exilați români. Primul director a fost Virgil Mihăilescu (1906–1989), profesor universitar, refugiat după 21 ianuarie 1941 în Germania, iar Mircea Manolescu bibliotecar-secretar și Marcel Preoțescu administrator. Instituția a dobândit statutul de persoană juridică un an mai târziu, pe 21 iulie 1950, când i s-au alăturat profesorul Mihai Prodan, de la Universitatea din Freiburg, în calitate de președinte al asociației, iar secretar general a devenit Constantin Nagacevschi, Aurel Teușan secretar-bibliotecar și Florian Pârvulescu secretar-administrator.
În primii șapte ani de la înființare, în cadrul Bibliotecii a funcționat un Oficiu de librărie, integrat apoi Oficiului de schimb, prin care s-au putut comanda volume ale autorilor români din exil. Având ca scop crearea unor fonduri de carte și arhive cu publicații românești din exil, din țară și din străinătate, Biblioteca a desfășurat și o bogată activitate publicistică. Începând din 1953 a publicat Buletinul Bibliotecii Române.
Biblioteca a devenit și institut de cercetare după 1950, desfășurând activități din sfera studiilor umaniste. A colaborat cu profesori din mediul academic german: W. Theodor Elwert (Mainz), Hugo Friedrich (Freiburg), Ernst Gamillscheg (Tübingen), Wilhelm Giese (Hamburg), Artur Hartmann (Freiburg), Walter Hoffmann (München) și Julius Wilhelm (Tübingen).

## Structură

### Clădire
Biblioteca Română din Freiburg se află în centrul vechi al orașului și are 5 niveluri (parter, 2 etaje, subsol și mansardă). Până în 1986, biblioteca a fost finanțată de statul german. Sediul bibliotecii a fost cumpărat de refugiații români, care au contribuit cu suma de 86.000 de mărci germane, împreună cu statul vest-german cu 200.000, iar restul de 140.000 a fost completat printr-un împrumut contractat de instituție.

### Colecții
În cadrul Bibliotecii funcționează Secția Sud-Est Europeană, Secția Macedo-Română, Secția Textelor Documentare, Secția Tezelor de Doctorat, Secția Periodicelor, Secția „Monitoarelor Oficiale” și a „Buletinelor Oficiale” 1875–1976, precum și Secția de Manuscrise. Biblioteca prezintă lucrări extrem de valoroase, unele exemplare fiind considerate unice în spațiul exilului românesc.
Patrimoniul bibliotecii cuprinde volume tipărite (aproximativ 700.000), opere de artă, manuscrise, publicații periodice fundamentale pentru identitatea culturală românească: manuscrise literare (poezia „Criticilor mei” de Mihai Eminescu, donată de familia dinastică de Hohenzollern) sau scrieri de Vasile Alecsandri, Ștefan Baciu, Aron Cotruș, Hans Diplich, Mircea Eliade, George Enescu, M. Fontaine, Vintilă Horia, Eugen Lozovan, Regina Maria, Basil Munteanu, Grigore Nandriș, Ion Pillat, mitropolitul Visarion Puiu, Sextil Pușcariu, G. Racoveanu, Liviu Rebreanu, Ion Sân-Giorgiu, Petre Sergescu, Pamfil Șeicaru, Ionel Teodoreanu. Deține, de asemenea, și o importantă colecție de picturi și desene realizate de: Nina Batalli, Dimitrie Berea, Eugenia Caragață, Eugen Ciucă, Eugen Drăguțescu, N. Dumitrescu, Dimitrie Ghiață, Alexandru Istrati, Ioan Mirea, Theodor Pallady, Magdalena Rădulescu, J. A. Steriadi, G. Tomaziu. Printre obiectele de colecție se află un „port femeiesc din regiunea Muscel” care a aparținut Reginei Elisabeta, o pereche de mânuși din piele, care au aparținut Prințesei Maria, fiica regelui Carol I și a reginei Elisabeta, decedată la vârsta de 4 ani, precum și păpuși, batiste, farfurii, fețe de masă, ouă pictate, covoare, linguri, ciorapi, cazane, străchini, fluiere și alte obiecte tradiționale românești.